# Carl Gottlieb Rehsener
Carl Gottlieb Rehsener (ur. 1790, zm. 1862) – niemiecki pastor w Kłajpedzie, malarz i rysownik, ojciec malarki Johanne Rehsener i graficzki Marie Rehsener, siostrzeniec Jakoba Strehlkego. Pochodził z rodziny niskiego stanu przybyłej w pierwszej ćwierci XVII wieku z Saksonii na Pomorze Zachodnie i osiadłej w podszczecineckiej Gwdzie Wielkiej. Kształcił się w gimnazjum szczecineckim, a naukę w zakresie teologii kontynuował na uniwersytecie w Królewcu. Od 1820 był głównym pastorem kościoła św. Jana w Kłajpedzie. W 1834 ożenił się z Amalią Wolter, córką Johanna Christopha, duchownego i superintendenta należącego do Manteufflów majątku Zierau koło Lipawy. Większość majątku Rehsenera spłonęła podczas pożaru Kłajpedy w 1854. Autor rękopiśmiennej, pisanej od 1861 (wówczas odwiedził strony rodzinne) autobiografii przechowywanej w Archiwum Domu Pastorskiego w Eisenach, w którym znajdują się także jego prace plastyczne.